# 阿卜杜勒·穆奈姆·阿布福图
阿卜杜勒·穆奈姆·阿布福图 (阿拉伯语：عبد المنعم ابو الفتوح عبد الهادي, IPA：[ʕæbdelˈmenʕem abu lfʊˈtuːħ ʕæbdelˈhæːdi] or [ʕæbdelˈmonʕem])，1951年10月15日—) 是一名埃及医学家、前学生活动家和伊斯兰主义政治家。他曾是穆斯林兄弟会指导局的成员。
他自1970年代初期开始加入穆斯林兄弟会。由于他支持伊斯兰主义政治运动和政见的不同，他曾是前埃及总统穆罕默德·安瓦爾·薩達特和穆罕默德·胡斯尼·穆巴拉克政权的主要批评者，并因此而多次入狱。从1987年到2009年，他担任兄弟会指导局的成员。2011年在他决定参加2012年埃及总统选举后，他便辞去一切政治职务并退出了兄弟会。目前他还担任阿拉伯医学联合会秘书长。

## 早年
他毕业于开罗大学医学专业，后来又取得该校的法学学士学位。他进一步获得赫勒万大学商学院的医院管理专业博士学位。
在大学时代，1973年他担任医学院的学生会主席，1975年又成为开罗大学的学生联合会主席，并担任埃及各大学的医学委员会秘书一职。就在这个时期，他曾与时任总统薩達特举行过一次著名的辩论，他在讲述埃及当局限制Mohammed al-Ghazali（一名沙烏地阿拉伯伊斯兰主义学者）的言论和逮捕在校园集会的学生时称薩達特的属下为“一群伪君子”，这些言论激怒了薩達特辩论也因此被终止。

## 事业

### 参选总统
他在2012年埃及总统选举的第一轮投票中的得票率仅为17.47%，未能进入第二轮。